# Kastoramina
Kastoramina – organiczny związek chemiczny, alkaloid występujący naturalnie – podobnie jak niektóre jego pochodne – w kastoreum.